# Калімантан
Калімантан (індонез. Kalimantan), також Борнео (малай. Borneo) — третій за величиною острів у світі; єдиний морський острів, розділений між трьома державами: Індонезією, Малайзією і Брунеєм. Площа — 743 330 км². Острів лежить у центрі Малайського архіпелагу в Південно-Східній Азії.
Індонезійська — велика частина острова ділиться на чотири провінції (Західний Калімантан, Центральний Калімантан, Південний Калімантан та Східний Калімантан). Малайзійська частина ділиться на два штати — Сабах та Саравак.

## Географія

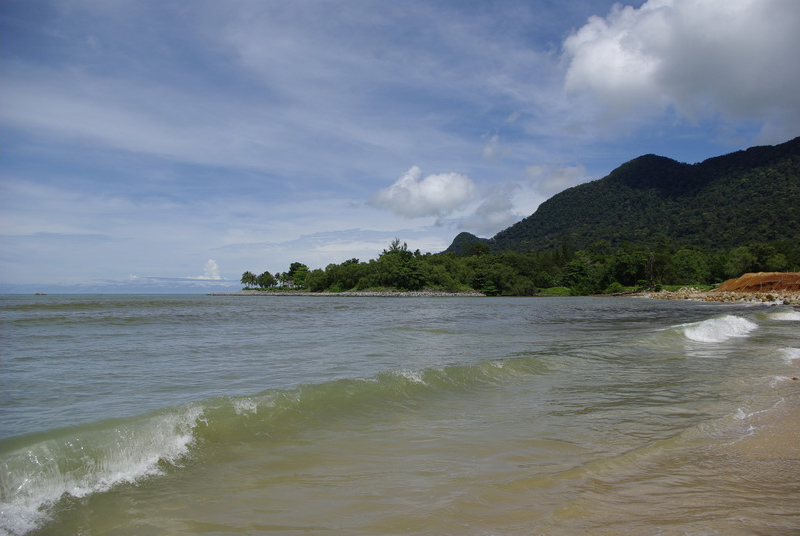
Пляжі Борнео

Калімантан оточений Південно-Китайським морем, Морем Сулу, Морем Сулавесі, Макасарською протокою, Яванським Морем та протокою Карімата. На захід лежать півострів Малакка й острів Суматра, на південь — острів Ява, на схід — острів Сулавесі, на північний захід — острови, що належать Філіппінам.
Найвищою точкою на острові є гора Кінабалу (4095 м) у малайському штаті Сабах. У цій же частині острова є діючий вулкан Бомбалай.
Найбільші річки: Капуас, Каян, Махакам і Баріто.
Найбільші міста Калімантану: Банджармасін, Мартапура, Понтіанак, Самаринда і Балікпапан (Індонезія), Кучинг, Сібу і Сандакан (Малайзія), Бандар-Сері-Бегаван (Бруней).

## Історія

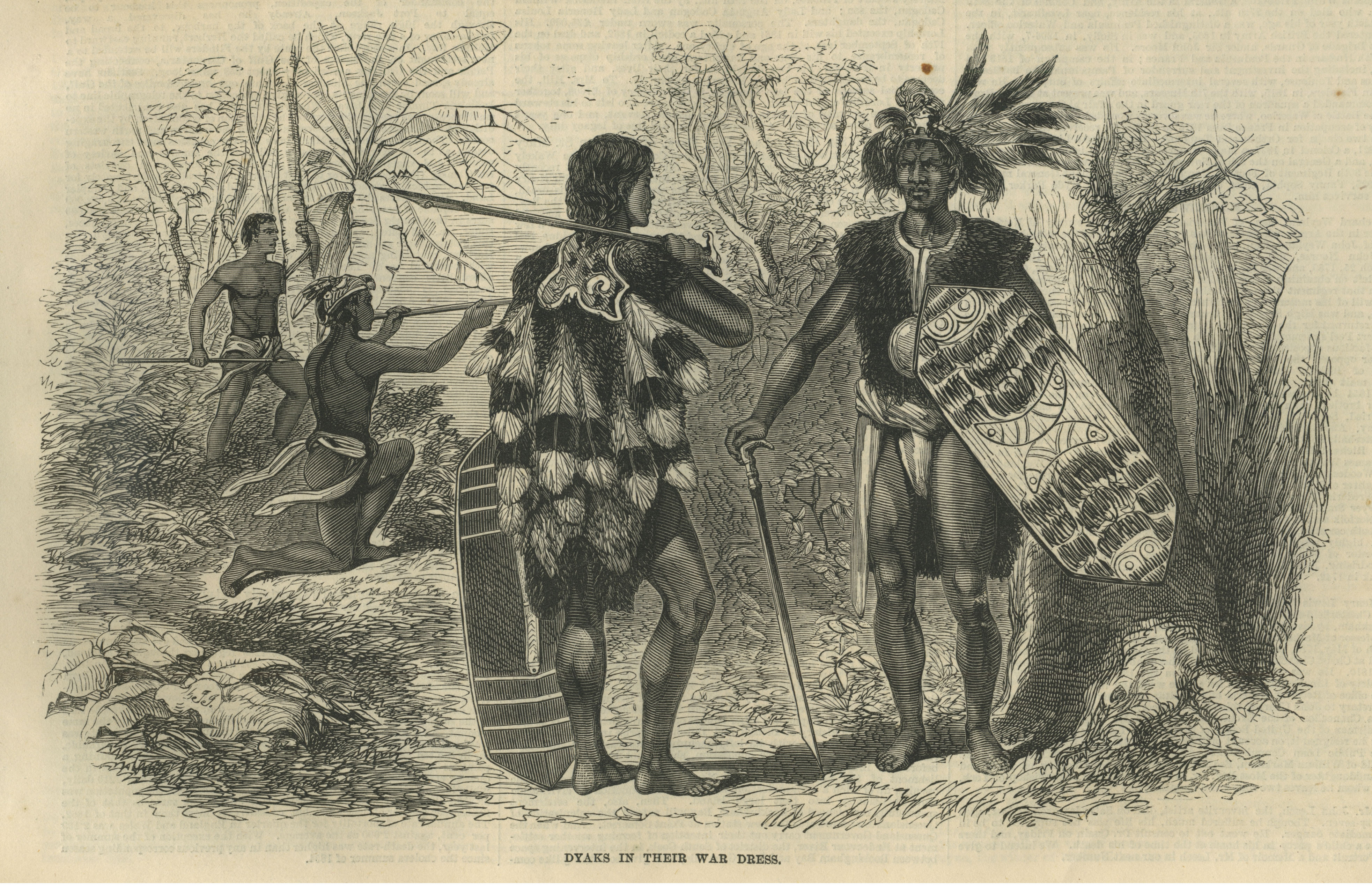
Даяків, основного корінного населення острова, побоювались за їх практику полювання за головами.

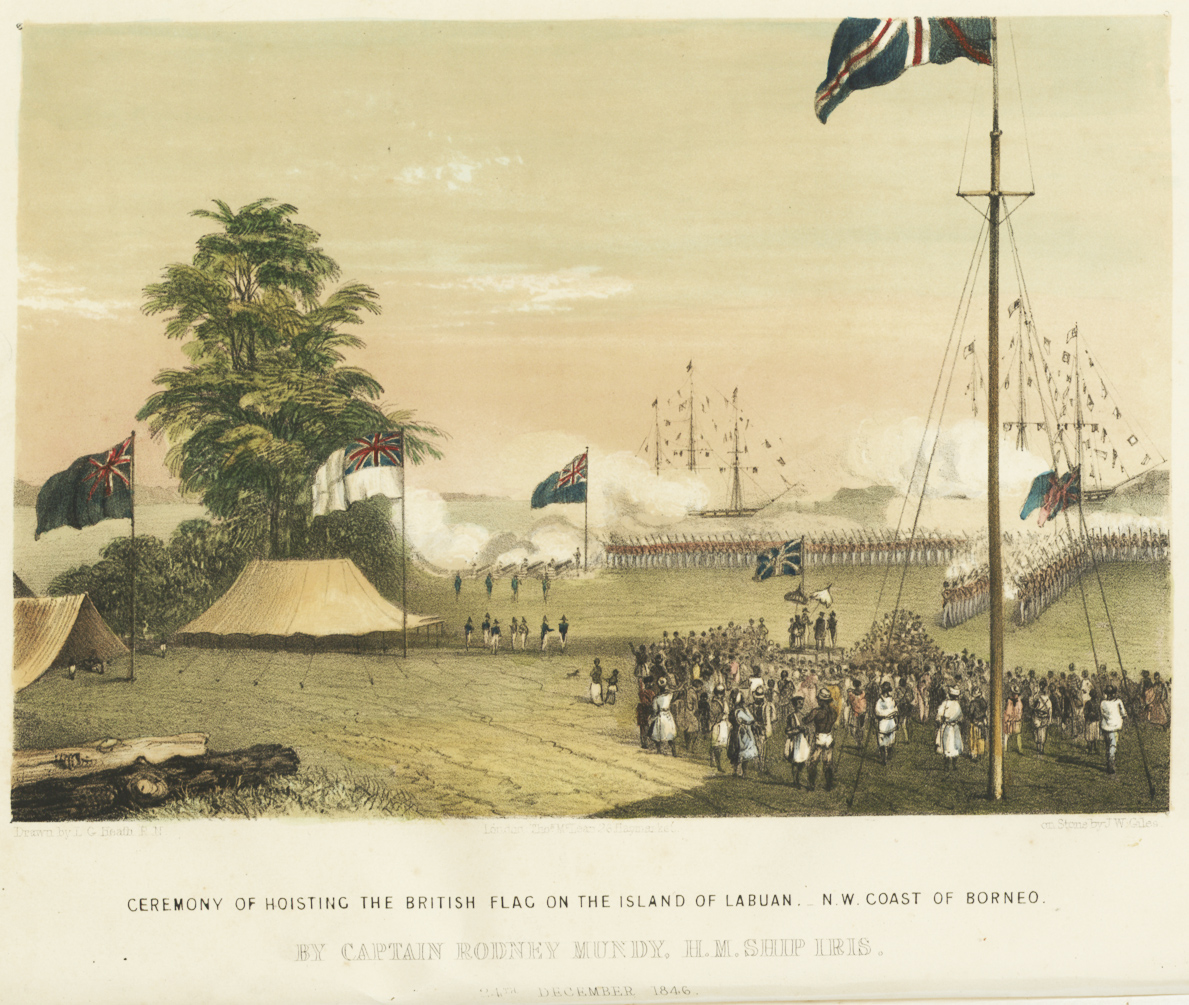
Британський прапор вперше був піднятий на острові Лабуан 24 грудня 1846 року.

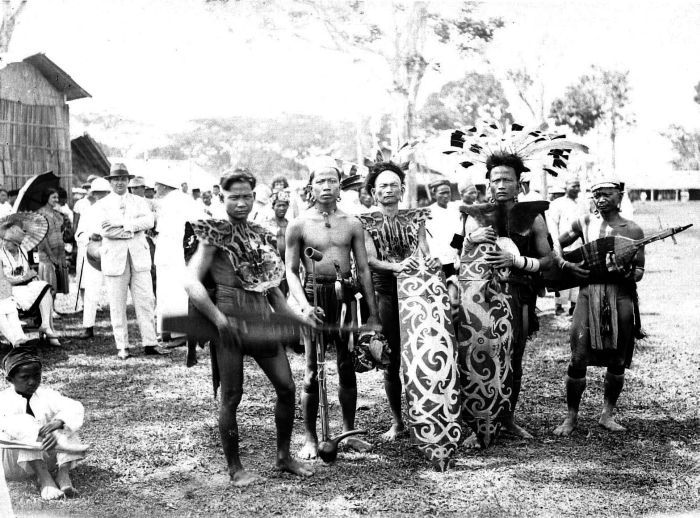
Плем'я Даяків під час фестивалю Ерау в поселені Тенггаронгу.

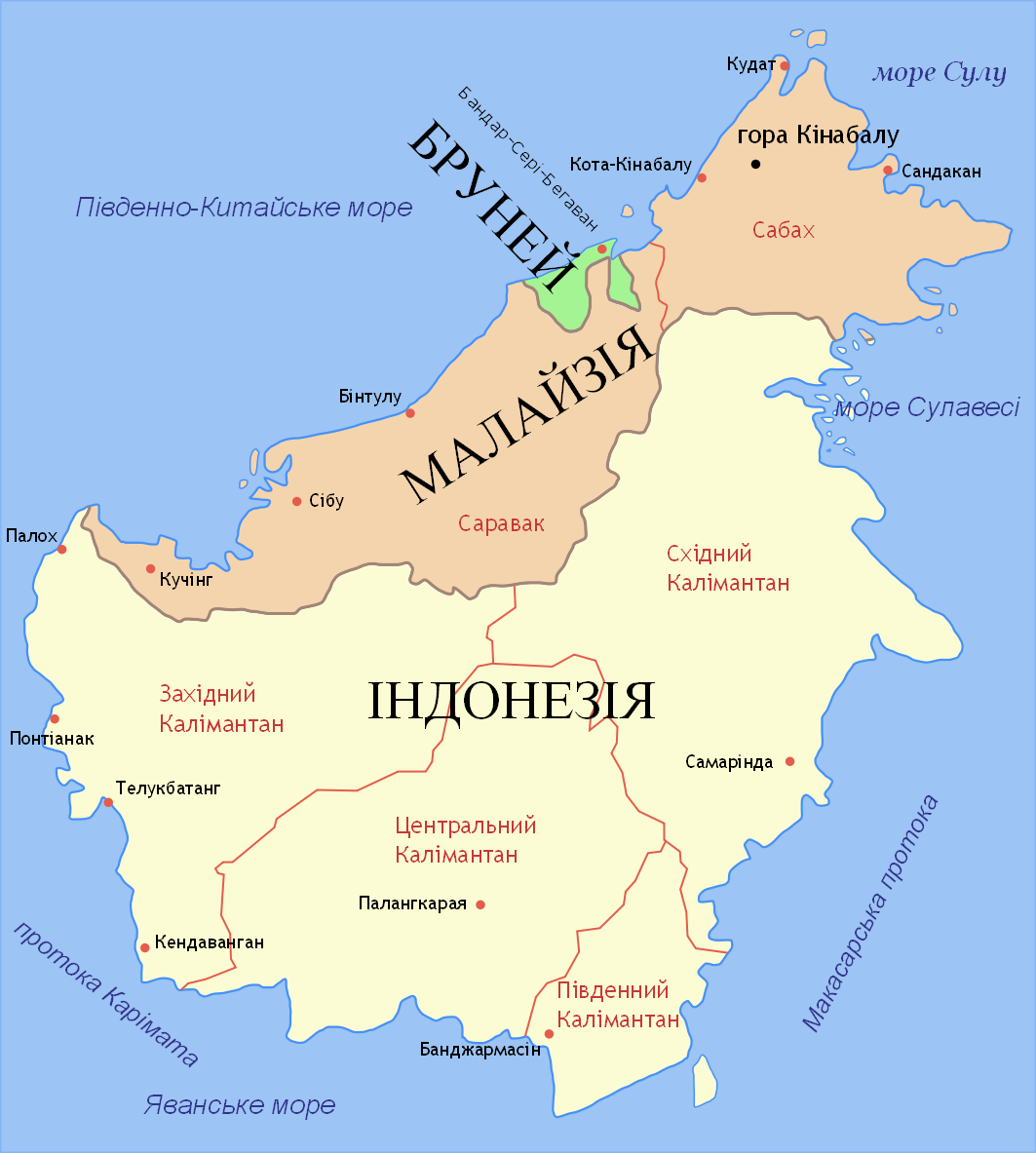
Геополітичний поділ острова:
Індонезія
Малайзія
Бруней

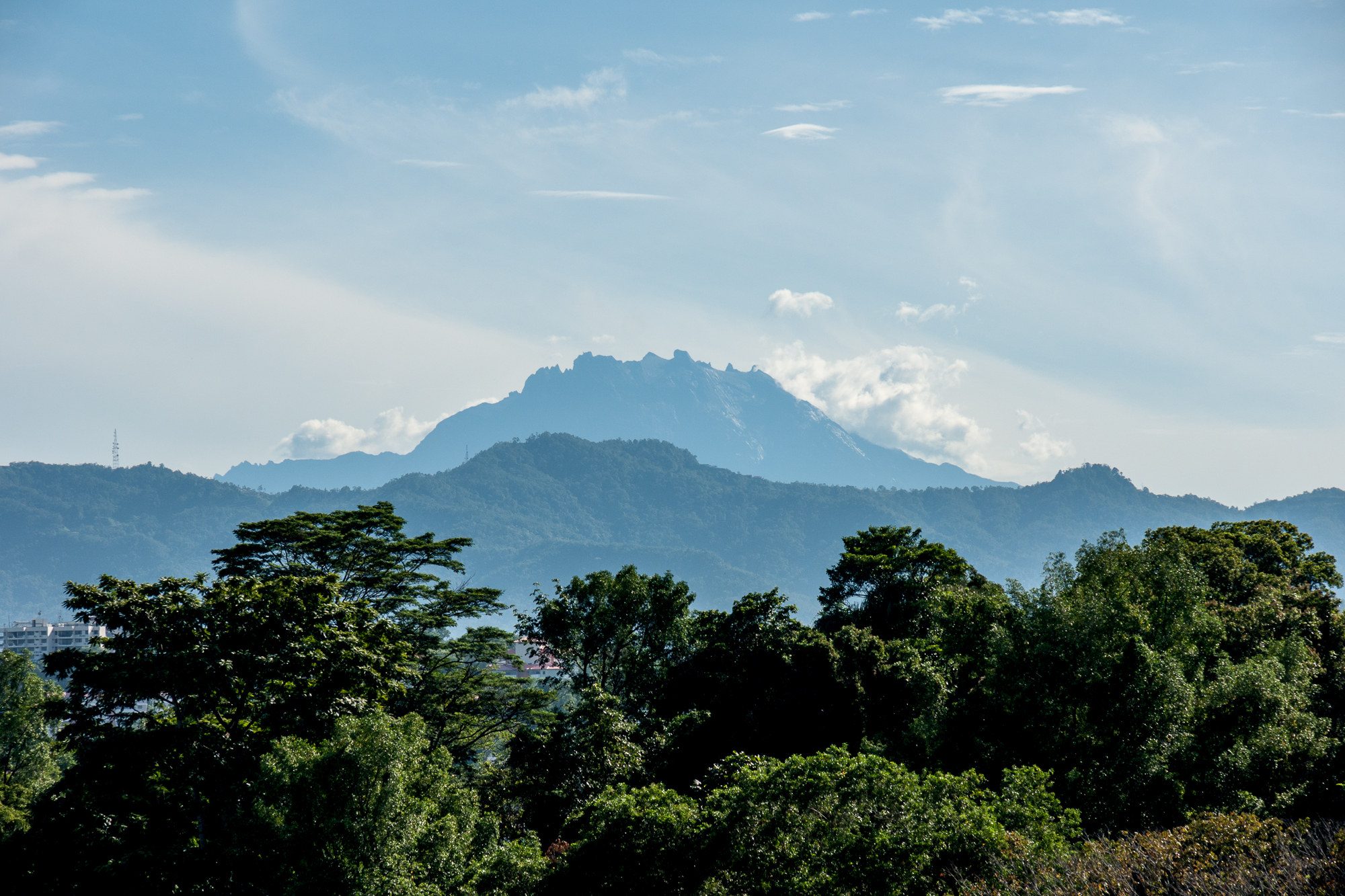
Гора Кінабалу в Малайзії, найвища вершина острова Калімантан.

Найдавніші відомі переселенці припливли на Калімантан з Африки понад 40 тисяч років тому. 13 тисяч років тому вони розселилися на Малакському півострові. Прямі нащадки цих людей — негріто, які досі живуть в Малайзії.
Негріто розселилися на північ у Східну Азію і Тайвань приблизно 8 тисяч років тому. На материку при надлишку ресурсів природний відбір забезпечував виживання рослих і сильних, а на островах — невисоких, які могли обходитися меншою кількістю їжі. 3—5 тисяч років тому полінезійці зі Східної Азії стали розселятися на острови і відтісняти негріто в гори. Нащадки полінезійців — дусуни, мурути і даяки — нині населяють внутрішні частини Борнео й віддалених островів Індонезії, а також острів Нова Гвінея майже повністю, а негріто майже не збереглися. І полінезійці, і негріто вважаються корінним населенням — протомалайцями.
Приблизно в 3 столітті до нашої ери на території Південного Китаю відбулася зустріч монголоїдів, які поступово розселялися з північного заходу Азії, і місцевих народів, що прийшли з півдня. Змішаний монголо-полінезійський народ поступово, мігруючи на південь, заселив півострівну Малайзію та зараз називається дейтеромалайці. Дейтеромалайці влаштувалися також на узбережжі Калімантану, а внутрішні області займали протомалайські етноси. Тих і тих попри величезну етнічну різницю нині часто називають корінними жителями Малайзії.
На півдні Калімантану живуть банджари. З некорінних народів найбільшу чисельність мають китайці.
У XV столітті острів став залежним від індонезійської імперії Меджепегіт. Правителька індуїстської держави Негара Дипа, що знаходиться на Калімантані, Джунгджунг Буї, вийшла заміж за яванського принца Суріяната, і вони спільно управляли царством, яке з 1365 а платило данину імперії Меджепегіт. Таким чином воно стало частиною Нусантари — збірної назви індонезійських земель. Коли принц Негара Дипа, Самудра (Суріансія), навернувся в іслам і утворив ісламську державу Банджара, туди також увійшла велика частина земель індуїстського царства Негара Даха.
Північний Калімантан з XV по XVII століття входив до складу султанату Бруней, який на той час переживав розквіт. 1703 у (за іншими джерелами 1658) велика частина півночі острова була передана султанату Сулу, розташованому на південних Філіппінах, після того як останній надав султану Брунею військову допомогу проти повстання в Брунеї. 1857 султан Сулу Джамалуль Ахлам Кірам (1863—1881), здав Північний Калімантан в оренду Британської компанії Північного Борнео. Ця частина острова зараз входить до складу Малайзії і відома як Сабах. Внутрішні території острова були населені тубільцями. У XIX столітті прибережні території, ще залишалися під контролем Брунею, поступово перейшли під контроль династії, заснованої Джеймсом Бруком.

## Ресурси
На острові багаті родовища нафти, видобуток якої формує основу економіки Брунею і є однією з основоположних статей економіки Індонезії. Крім цього, на острові видобувають алмази. Острів лежить у вологому екваторіальному поясі й густо вкритий джунглями. Проте заготівля дров різко зменшує запаси деревини. Джунглі також страждають від лісових пожеж у посушливі періоди, особливо сильні пожежі були в 1997—1998 роках, що могло призвести до екологічної катастрофи.

## Цікаві факти
- На Калімантані протікає дві річки з однаковою назвою — Капуас. Одна з них, у провінції Західний Калімантан, є найдовшою річкою Індонезії (1143 км) і найдовшою острівною річкою у світі. Інша, у провінції Центральний Калімантан, значно коротша (близько 600 км), притока річки Баріто.
- У західній частині острова зустрічається єдиний досі відомий вид жаб, у якого відсутні легені — борнейська пласкоголова жаба.